# The Caregiver
The Caregiver es una película de suspenso y terror psicológico dirigida por Ariel Luque, que cuenta con las actuaciones principales de Clara Kovacic, Virginia Lombardo, Nikola Kent, Lis Fernandez y Victoria Aristegui. Es una coproducción entre Argentina y Estados Unidos, con su primera proyección en mayo de 2023 durante el Horrorant Film Festival en Atenas, Grecia. Desde 2024, está disponible para streaming en Prime Video en Estados Unidos y Canadá.

## Argumento
La trama sigue a Emma (Clara Kovacic), una joven que escapa a la ciudad de Nueva York para huir de su padrastro abusivo. Al llegar a la ciudad, consigue trabajo como cuidadora de una anciana senil, Mrs. Belov (Virginia Lombardo). Sin embargo, su experiencia en la casa se torna aterradora cuando comienzan a suceder fenómenos inexplicables. Emma descubre que la casa oculta oscuros y escalofriantes secretos que ponen su vida en peligro.

## Reparto
- Clara Kovacic como Emma
- Virginia Lombardo como Mrs. Belov
- Nikola Kent como Alexander
- Lis Fernandez como Anna
- Victoria Aristegui como Karen
- Justina Ceballos como Reportera
- Daniel Ciana como Sergei
- Franco Chiaravalloti como el padrasto de Emma
- David Midanson como detective
- Pablo Legeren como policía
- Camila Marchegiani como forense

## Premios y nominaciones
Desde su estreno, The Caregiver ha recibido reconocimiento internacional, con un total de 6 nominaciones y 3 premios ganados:
- Premio de Mención Especial en el Horrorant Film Festival (Grecia).
- Premio a Mejor Actriz Principal para Clara Kovacic en la Competencia Argentina el Festival Buenos Aires Rojo Sangre, Palmarés BARS 24.[4]
- Mención a la interpretación para la actriz Virginia Lombardo.